# Baranavitski rajon
Baranavitski rajon (belarusiska: Баранавіцкі Раён, är en rajon (distrikt) i Belarus.   Det ligger i voblasten Brests voblast, i den centrala delen av landet, 140 kilometer sydväst om huvudstaden Minsk. Det bildades den 15 januari 1940 som Navamysjski (ryska: Novomysjskij), 1957 döptes det om till Baranavitski (ryska: Baranavitskij). Rajonen har haft sina nutida gränser sedan 1962. 
Навамышскі
Följande samhällen finns i Baranavitski rajon:
- Isjkold